# Two Mile Creek Falls
Die Two Mile Creek Falls sind ein Wasserfall westlich des Stadtzentrums von Queenstown in der  Region Otago auf der Südinsel Neuseelands. Er liegt an der Mündung des Two Mile Creek in den Lake Wakatipu. Seine Fallhöhe beträgt rund 8 Meter.
Von einem Besucherparkplatz am Ufer des Lake Wakatipu in Richtung Glenorchy führt der Sunshine Bay Walk in etwa 15 Minuten zum Wasserfall.